# Augustin Simeone
Augustin Simeone (* 27. September 1863 in Marseille; † 22. Oktober 1940 in Fréjus) war ein französischer römisch-katholischer Geistlicher und Bischof.

## Leben und Karriere

### Der Priester
Augustin Simeone (auch: Auguste Siméone) wuchs in Marseille in der Pfarrei Saint-Laurent auf. Er ging in die Schule der Brüder der christlichen Lehre, besuchte das Priesterseminar in Marseille, dann das Päpstliche Französische Priesterseminar in Rom und wurde 1888 zum Priester geweiht. Als Kaplan in der Pfarrei Saint-Joseph in Marseille wurde er unter Bischof Pierre-Paulin Andrieu Generalsekretär des bischöflichen Ordinariats, dann Pfarrer seiner Heimatpfarrei Saint-Laurent.

### Bischof von Ajaccio und Fréjus-Toulon
Als Leiter des kleinen Seminars von Marseille wurde er 1916 zum Bischof von Ajaccio auf Korsika ernannt. 1926 wechselte er auf den Bischofssitz des Bistums Fréjus. Dort holte er die 1922 in Menton gegründete Kongregation der Sœurs missionnaires catéchistes du Sacré-Cœur zuerst nach Toulon (1933), dann auch nach Fréjus (und Marseille). Seine Verehrung für die Jungfrau Maria zeigte er 1931 bei Feierlichkeiten für Notre-Dame de la Garde in Marseille und Notre-Dame-de-Pitié in Roquebrune-sur-Argens, ferner 1938 für Notre-Dame-de-Grâces in Cotignac. Er starb 1940 im Alter von 77 Jahren und wurde in der Kathedrale von Fréjus beigesetzt.

### Wahlspruch und Ehrungen
Simeones bischöflicher Wahlspruch lautete: In caritate Christi cum Maria matre ejus (In Liebe zu Christus mit seiner Mutter). Er war Ritter der Ehrenlegion.